# Мартін ван Майтенс
Мартін ван Майтенс (молодший) (нід. Martin van Meytens; 24 червня 1695, Стокгольм — 23 березня 1770, Відень) — австрійський художник-портретист епохи бароко.

## Біографія
Народився у сім'ї голландського художника Мартіна Ван Майтенса Старшого. Його батько переселився з Гааги до Швеції. Перші уроки живопису одержав у свого батька.
Для вдосконалення майстерності Майтенс об'їздив ряд столиць європейських держав: в 1714 році він відвідав Лондон, в 1717 — Париж і в 1721 — Відень, потім оселився в Італії, де працював протягом 1723–1729 (Рим, Турин).
Тут у Флоренції, Мілані та Турині його невеликі за розміром картини стали користуватися великою популярністю.
Спочатку його основними творами були портретні мініатюри на емалі.
Близько 1730 року Майтенс звернувся до написання картин олійними фарбами.
На короткий час він відвідав свою сім'ю, яка жила у Швеції, а потім у 1730 повернувся до Австрії та оселився у столиці імперії. Тут він став дуже популярним портретним живописцем, не тільки у місцевої аристократії, а й у королівській сім'ї.
У 1732 році він став придворним живописцем, а в 1759 році був призначений директором Академії образотворчих мистецтв у Відні.
Створив багато живописних портретів у французькому стилі, великих представницьких сімейних портретів і портретів аристократичних династій.
Ілюстрував усі державні історичні події та церемонії, такі як, коронація імператора Йосипа II.
Виховав багатьох учнів та помічників, які допомагали йому при створенні монументальних багатофігурних картин. Серед його учнів був Джованні Габріеле Кантоне (народився у Відні, 24 травня 1710 р.).
Вплив Мартіна ван Майтенса протягом тривалого часу був широко поширеним по всій Австро-Угорській імперії.
Помер 23 березня 1770 року у Відні.

## Твори
- Імператорська родина, 1754 р.
- Сім'я Гриль, 1730/31, полотно, олія, Гетеборзький художній музей.
- Подвійний портрет, 1740, полотно, олія, Бельведер, Відень.
- Марія Тереза як королева Угорщини, після 1741 року, полотно, олія, Бельведер, Відень.
- Портрет чоловіка в угорському костюмі, близько 1740/1750, полотно, олія, Бельведер, Відень.
- Імператор Франц I Стефан, близько 1745/1765, полотно, олія, Бельведер, Відень.
- Імператор Франц I Стефан Лотарингський, близько 1745/50, полотно, олія, Бельведер, Відень.
- Марія Тереза як правителька, 1750-55, полотно, олія, палац Шенбрунн, Відень.
- Сім'я графа Ніколауса Палффі фон Ердеда, 1752/53, полотно, олія, Бельведер, Відень.
- Імператорська родина, 1754, полотно, олія, палац Шенбрунн, Відень.
- Імператриця Марія Терезія, 1759, полотно, олія, Картинна галерея Академії образотворчих мистецтв, Відень.